# Daan Spijkers
Daan Spijkers (Tilburg, 6 maart 1987) is een Nederlandse beachvolleyballer, die actief was op professioneel niveau in de periode 2007 tot en met 2015. Zijn grootste resultaat is een zilveren medaille op het EK 2012.

## Carrière
Spijkers speelde in de jaren 2004 tot en met 2006 met verschillende partners op wereldkampioenschappen junioren. 
Vanaf 2007 vormde hij een duo met Niels van de Sande, maar net als in 2010 met Jon Stiekema wist hij alleen topplaatsen te behalen in tweederangs toernooien. 
Vanaf 2010 vormde hij een koppel met Emiel Boersma, waarmee hij zijn beste resultaten heeft behaald. Op het Kristiansand Open 2010 eindigde hij in zijn eerste optreden met Emiel Boersma als negende. Het duo eindigde in datzelfde jaar ook als vierde in Den Haag en won het Continental Cup-toernooi in Montpellier. In 2011 verloren Boersma/Spijkers van de Duitsers Klemperer / Koreng in de ronde van 16 op het EK in Kristiansand. Ze eindigden toen als vijfde op de Den Haag Open. Hetzelfde resultaat behaalden ze in de Grand Slams van 2012 in Shanghai en Peking. 
In deze periode was het koppel ook dicht bij kwalificatie voor de Olympische Spelen 2012 in Londen, maar ondanks meerdere kansen is dit niet gelukt.  
Op het EK in Scheveningen bereikten ze voor eigen publiek de KO-ronde als tweede in de poule achter Klemperer/Koreng. Daar zegevierden ze eerst tegen de Oostenrijkers Müllner / Wutzl en in de ronde van 16 tegen de Duitsers Erdmann / Matisik. Ze versloegen toen Numberdor/Schuil in het nationale duel. Met een 2:1 in de halve finale tegen Skarlund / Spinnangr uit Noorwegen bereikten ze de finale, die ze verloren van de titelverdediger Brink/Reckermann. 
Boersma/Spijkers eindigde na het EK als vijfde op de Grand Slam van Berlijn om even later uit elkaar te gaan.
In 2013 vormde Spijkers een nieuw duo met Steven van de Velde. Spijkers/van de Velde eindigden 17e en 25e op het Fuzhou Open en de Grand Slam in Shanghai. Spijkers speelde in 2013 ook op interim-basis met Christiaan Varenhorst, omdat zijn vaste partner Jon Stiekema geblesseerd was. Spijkers/Varenhorst eindigde als 17e op het WK 2013 in Stare Jabłonki. Van juli 2013 tot augustus 2014 speelde Spijkers samen met Michiel van Dorsten. In 2015/16 was Tim Oude Elferink zijn partner.
Na het seizoen 2015/16 is hij gestopt met zijn professionele beachvolleybal carrière.

## Persoonlijk leven
Spijkers heeft tijdens zijn carrière een WO studie Bouwkunde afgerond en is in dit vakgebied aan het werk gegaan naar zijn carrière.